# Карабай Яків Аристовулович
Карабай Яків Аристовулович (7 листопада 1888, Луганськ, Україна — 26 травня 1967, Денвер, США) — керівник військово-санітарної служби Міністерства військових справ УНР (1918), заступник голови Української Санітарно-Хартитативної Служби.

## Дитинство та навчання
Народився в родині залізничника.
Родичі хотіли спрямувати його на батьківський шлях і мріяли бачити його на посаді начальника залізничної станції, але Яків з власної ініціятиви обрав лікарську професію.
Навчався у Томському університеті, де був активним членом Студентської громади, що увійшла в історію українського революційного руху як складом своїх членів так і свосю дискусією з В. Винниченком про вагу національних і соціальних ідей як факторів української визвольної боротьби.

## Головний військовий лікар УНР
Під час Першої світової війни був на фронті. За УНР займав становище заступника начальника та начальника Військово-санітарної управи Міністерства військових справ УНР, а за Гетьманської Держави — члена закордонної військово-санітарної місії у Відні.
Повернувшись на Батьківщину потрапив до більшовиків, бувши хворим на тиф в Кам'янцю-Подільському. Був арештований і вивезений до Харкова на суд, але завдяки інтервенції українських комуністів (Затонського, Полоза, Несвяченого) був звільнений, але не виправданий.

## У підрадянській Україні
У міжвоєнний час д-р Я. Карабай, крім лікарської праці, брав участь у всіх можливих проявах національного громадського, наукового і навіть політичного життя. Працював в Українському Червоному Хресті, Інституті Патологічної морфології Академії Наук УРСР, Харківському Медичному товаристві, журналі «Український Медичний Архів».
Така діяльність у тоталітарній державі не могла минути безслідно. Ним зацікавились в ГПУ. Попереджений своїм другом професором Віктором Коган-Ясним про загрозу арешту, він переїжджає до Одеси.
Там він почав працювати лікарем в міській лікарні, а згодом і в місцевих санаторіях. Там застала його Друга світова війна.

## На еміграції
На еміграції, в Німеччині, д-р Я. Карабай став в Українській Санітарно-Хартитативній Службі. Емігрувавши до США, д-р Я. Карабай оселився в Міннеаполісі. Почав працювати спочатку у шпиталі для розумово хворих в Рочестері, пізніше в шпиталю св. Варвари.
Вийшовши в 1953 році на пенсію, оселився в Денвері.
Дружина — Софія, донька — Ольга, онучка — Леонора.